# كاربي (آراغاتسوتن)
مدينة كاربي (بالإنجليزية: Karbi)‏ هي إحدى المدن التابعة لمقاطعة آراغاتسوتن في أرمينيا. يقدر عدد سكانها بـ 4304 نسمة حسب الإحصاء الذي جرى عام 2011.